# Дальримпль, Георг-Эльфинстон
Георг Август Фредерик Эльфинстон Дальримпль (англ. George Augustus Frederick Elphinstone Dalrymple; 6 мая 1826 — 22 января 1876, Сент Леонардс, Суссекс, Англия) — австралийский исследователь и политик.

## Биография
Родился в Шотландии десятым сыном баронета сэра Роберта Дальримпля.
В 1857 году прибыл в Австралию и отправился в Дарлинг-Даунс в надежде приобрести землю. Начал свои исследования в Квинсленде и открыл область реки Герберт-Ривер.
В 1859 году он возглавил экспедицию, которая исследовала бассейн реки Бердекин.
В 1872 году основал города Кардвелль и Кукстоун, в 1873 году по поручению правительства исследовал реки и гавани северо-восточного Квинсленда.
Был членом Законодательного собрания австралийского штата Квинсленд.
Кроме многих сообщений в специальных органах, написал: «Narrative and rapports of the Queensland North-Eastcoast expedition» (1874).
В его честь был назван город Дальримпль в штате Квинсленд, Австралия, основанный в 1864 году, в настоящее время заброшенный.